# コンスタンチン・ロジャエフスキー
コンスタンチン・ウラジーミロヴィチ・ロジャエフスキー（ロシア語: Константин Владимирович Родзаевский、ラテン文字表記例：英語: Konstantin Vladimirovich Rodzaevsky、1907年8月11日 - 1946年8月30日）は、白系ロシア人のファシスト指導者。ロシアファシスト党党首。

## 来歴

### ソ連からの脱出
1907年にブラゴヴェシチェンスクの公証人ウラジーミル・イヴァーノヴィチ・ロジャエフスキーと妻ナジェーダの息子として生まれる。弟妹にウラジーミル、ナジェーダ、ニーナがいる。ロジャエフスキーは高校卒業後、コムソモールの一員となった。
1925年にソビエト連邦から脱出する。アムール川を渡河して以降の消息は不明となっていたが、1926年に満州ハルビンに滞在していることが判明し、母はソ連当局から出国ビザを受け取りハルビンに向かい帰国するように説得するが、ロジャエフスキーは帰国を拒否したため、ナジェーダは一人で帰国、これ以降母と会うことはなかった。1928年には父と弟もハルビンに脱出し、取り残された母と妹たちはGPUに逮捕された。
ロジャエフスキーはハルビン中露工業学校で法学を学び、在学中に出会ったニコライ・ニキフォロフとゲオルギー・ギンスの影響を受け、民族主義・反共産主義に傾倒していき、ロシアファシスト組織に参加した。卒業直前の1928年に大学内にソビエト連邦の国旗を掲げることに反対するデモを主導したため大学を追放される。その後、大学におけるソ連の影響力が弱まったため復学し、1929年に卒業する。同年、リディア・マスロヴァと結婚し二子をもうけるが、二人とも夭折している。しかし、1936年にリディアと離婚し、翌1937年にネオリナ・アリシェヴァと再婚した。ネオリナとの間には息子ウラジーミル、娘オリガをもうけた他、夭折した子が一人いる。

### ロシアファシスト党

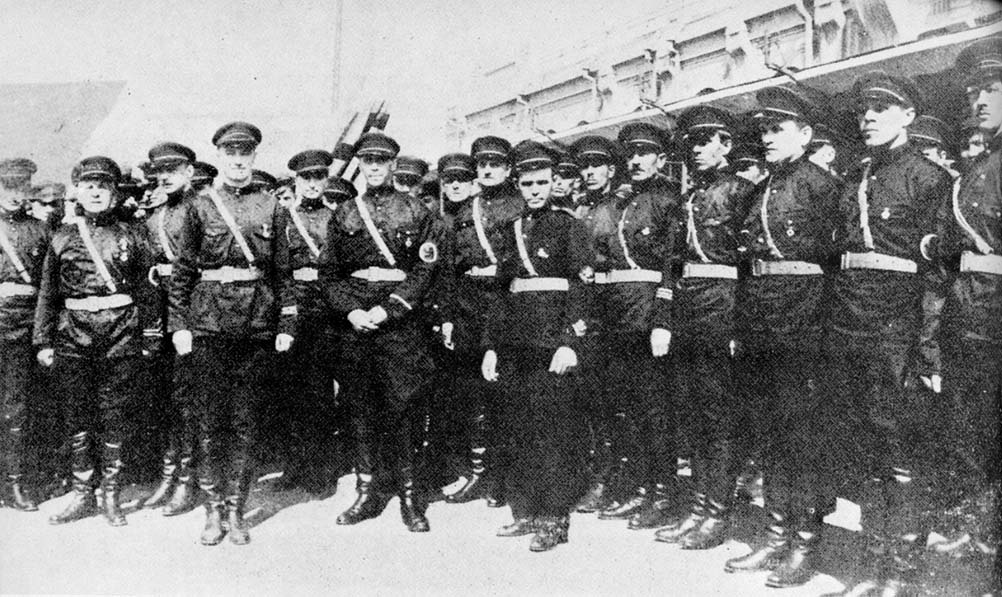
黒シャツ隊を模した護衛隊（1934年）

1931年5月26日にファシスト政党ロシアファシスト党の結成に参加し事務局長に就任した。1934年にはアナスターシー・ヴォンシャーツキーのロシア民族労働党と合併し実質的な指導者に就任し、1936年に党首に選出された。ロジャエフスキーはベニート・ムッソリーニをモデルとし、党旗にはナチ党をモデルにした鉤十字を採用し、党章にはロシア帝国の双頭の鷲を使用した。また、自身の周囲を選抜した護衛で固め、黒シャツ隊をモデルに黒い制服を着用させた。ロジャエフスキーは党機関紙『私たちの道と国家』に反ユダヤ主義的主張を掲載し、著作『20世紀におけるユダヤ人問題』を著している。
1934年、ロジャエフスキーは満州国白系露人事務局の第二部長に任命された。また、関東軍の庇護を受け武器を提供され、ハルビンを拠点に反共運動を組織し、世界26か国に支部を設立した。ハルビンでは1万2,000人の党員を獲得し、満州里に鉤十字のネオンライトを設置しソ連に対して存在を誇示した。紀元二千六百年記念行事の際にはハルビンでの式典に参加した。ロジャエフスキーは関東軍の協力の下、白軍のウラジーミル・キスリーツィンと共にロシアを「解放」することを望み、関東軍から撹乱工作の訓練を受けていた。

### 第二次世界大戦

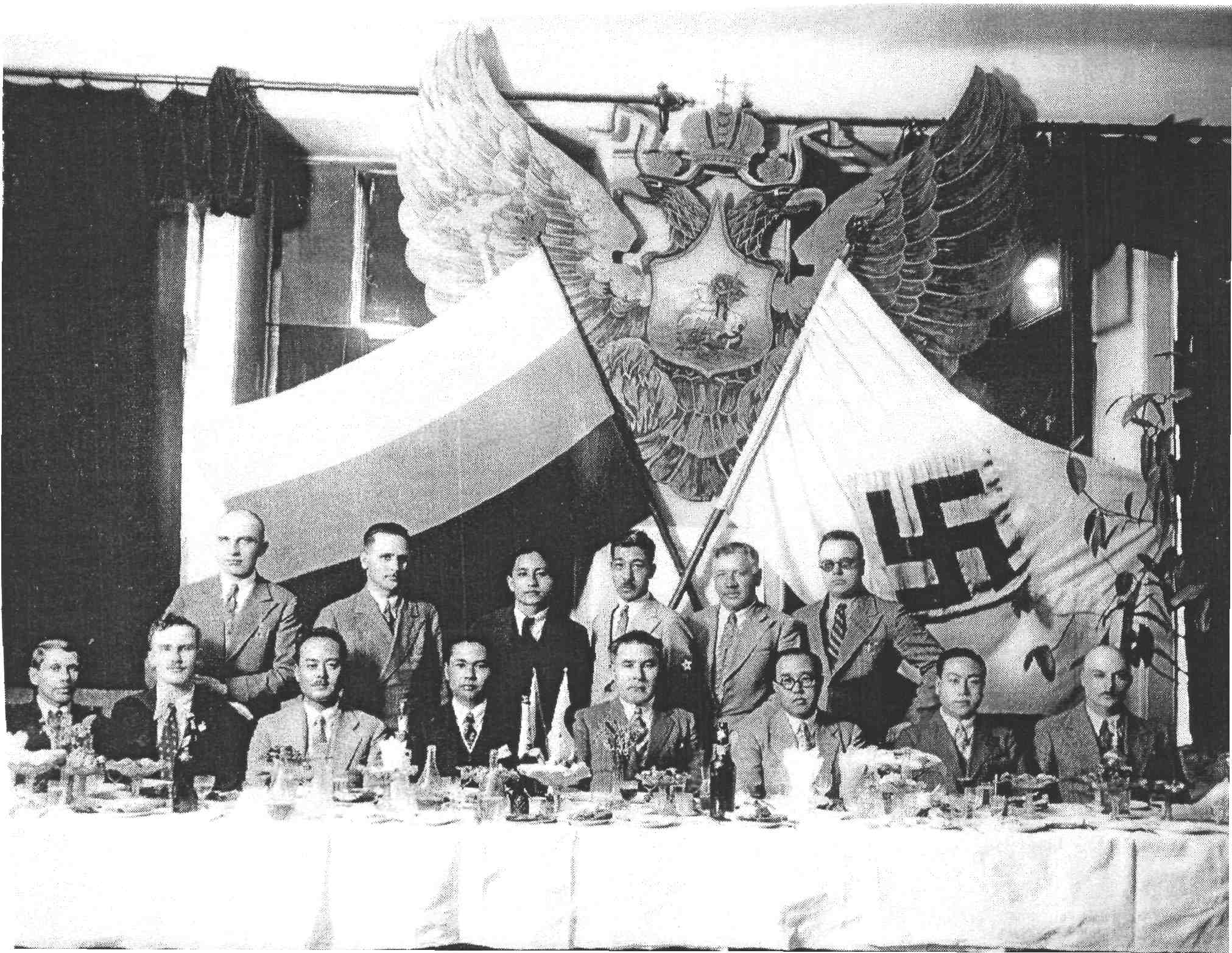
白系露人事務局設立式。前列左から2人目がロジャエフスキー（1934年）

第二次世界大戦が勃発すると、ロジャエフスキーは反ソ連運動を本格化させるが、1943年5月に二重スパイの疑いをかけられ日本軍憲兵隊に逮捕される。ロジャエフスキーやロシアファシスト党員からの尋問で無実が判明し、6月に釈放され白系露人事務局第二部長に復帰する。しかし、関東軍は7月1日にロシアファシスト党の活動を制限し、公の場で制服を着用することや党歌を歌うことを禁止され、党は解散に追い込まれた。
1945年8月13日、ソ連対日参戦により戦況が悪化すると上海に脱出した。敗戦が近付くと、ロシアへの帰国を認めてもらうためNKVDと交渉を始める。この際、ロジャエフスキーはヨシフ・スターリンとザバイカル戦線司令官ロディオン・マリノフスキー宛てに自己批判し思想を放棄する旨を誓約した手紙を送ったとされる。しかし、ネオリナは1974年に「手紙を書いた事実はない」と反論し、1977年には息子ウラジーミルも母の意見に同調している。
ロジャエフスキーは身の安全と新聞社での仕事を保証され、北京のソ連大使館にレフ・オホチーンと共に自首し3週間滞在する。10月25日、ソ連当局はロジャエフスキーとの約束を反故にし、彼は逮捕されモスクワに連行される。

### 死刑
1946年8月26日、モスクワに連行されたロジャエフスキーはグリゴリー・セミョーノフらと共に裁判にかけられる。8月30日、最高裁判所長官ヴァシリー・ウルリヒはソ連への敵対行為及びナチス・ドイツから資金提供を受けたなどの罪状により他の被告と共に死刑を宣告する。ロジャエフスキーは即日死刑執行が命令され、ルビャンカで銃殺刑が執行された。
2001年、ロジャエフスキーの著作が『ロシアファシストの最後の意志』として出版された。

## 著作
- The Russian Fascists: Tragedy and Farce in Exile, 1925-1945 by John J. Stephan ISBN 0-06-014099-2
- К. В. Родзаевский. ロシアファシストの最後の意志（英語版）.М., ФЭРИ-В, 2001 ISBN 5-94138-010-0
- А.В. Окороков. Фашизм и русская эмиграция (1920-1945 гг.). М., Руссаки, 2002 ISBN 5-93347-063-5